# Kol Nidree
Kol Nidree (Hebreeuws: כל נדרי), Kol Nidre of Kol Nidrei (Nederlands-Jiddisch/Asjkenazisch) dan wel Kaal Nidree (Sefardisch), is het joodse wettische formulegebed dat negen dagen na het Joods nieuwjaar, op de tiende van de joodse maand tisjri en wel op de avond van Jom Kipoer driemaal wordt opgezegd. In dit gebed doet men een plechtige verklaring dat alle geloften, eden en verplichtingen, die men gedurende het aankomende jaar op zich neemt geen geloften, eden of verplichtingen zijn, zodat niet de zonde kan ontstaan van het verbreken van een tegenover God afgelegde gelofte.
Het gebed is nog voor de verwoesting van de Tempel ontstaan. Voordat de hogepriester het Heilige der Heiligen binnenging (één keer per jaar, op Jom Kipoer) zong hij een lied over zijn zonden, over de zonden van de overige priesters en over de zonden van heel Israël. Nadat hij in het Heilige der Heiligen voor de zonden van het gehele volk had geofferd stuurde men een geitenbok, de zogeheten zondebok, de woestijn in om daar te sterven. Deze bok stond symbool voor alle zonden van het volk.

## Melodie
De melodie van Kol Nidree is in de 18e eeuw opgeschreven.
Max Bruch heeft hiervoor in 1880 een gelijknamig muziekstuk voor violoncello en symfonieorkest gecomponeerd. Maar niet alleen hij, ook Arnold Schönberg heeft (in zijn opus 39) gebruikgemaakt van deze melodieën. De Spaanse, Italiaanse en Oosterse Joden gebruiken bij het opzeggen van Kol Nidree een andere melodie.